# Административно-территориальное деление Грязовецкого района
Грязовецкий район — административно-территориальная единица в Вологодской области Российской Федерации. В рамках организации местного самоуправления ему соответствует одноимённое муниципальное образование Грязовецкий муниципальный район.

## Административно-территориальные единицы
Грязовецкий район в рамках административно-территориального устройства включает 1 город районного значения (Грязовец), 1 посёлок городского типа (рабочий посёлок Вохтога) и 16 сельсоветов:
| №  | Сельсовет    | Соответствующее муниципальное образование                        |
| -- | ------------ | ---------------------------------------------------------------- |
| 1  | Анохинский   | СП Сидоровское МО                                                |
| 2  | Ведерковский | СП Комьянское МО                                                 |
| 3  | Вохтогский   | ГП Вохтожское МО                                                 |
| 4  | Жерноковский | СП Перцевское МО                                                 |
| 5  | Идский       | СП Миньковское Бабушкинского МР, СП Толшменское МО Тотемского МР |
| 6  | Каменский    | ГП Вохтожское МО                                                 |
| 7  | Комьянский   | СП Комьянское МО                                                 |
| 8  | Лежский      | СП Сидоровское МО                                                |
| 9  | Минькинский  | СП Юровское МО                                                   |
| 10 | Перцевский   | СП Перцевское МО, ГП Грязовецкое МО                              |
| 11 | Плосковский  | СП Ростиловское МО                                               |
| 12 | Покровский   | СП Юровское МО                                                   |
| 13 | Ростиловский | СП Ростиловское МО, ГП Грязовецкое МО                            |
| 14 | Сидоровский  | СП Сидоровское МО                                                |
| 15 | Фроловский   | СП Перцевское МО                                                 |
| 16 | Юровский     | СП Юровское МО                                                   |

### История

#### 1929—1934
Грязовецкий район образован на основании постановлений ВЦИК от 14 января и 15 июля 1929 года с центром в городе Грязовце в составе Вологодского округа Северного края на территории Грязовецкой, Лежской, Семенцевской и Шепяковской волостей бывшего Вологодского уезда. В его состав были включены Баклановский, Бакшинский, Ведерковский, Вохтогский, Герценский, Жилинский, Заемский, Зиновьевский (центр деревня Кроплево), Зиновьевский (центр — Фроловская), Зыковский, Колотиловский, Коптевский, Леждомский, Нехотовский, Новоселковский, Обнорский, Огарковский, Октябрьский, Орловский, Первомайский, Перцевский, Пироговский, Избережский, Рабоче-Крестьянский, Раменский, Ростиловский, Сеньговский, Сидоровский, Слободской, Степуринский, Шепяковский, Шильмяшевский сельские Советы.
Распоряжением Вологодского окружного исполнительного комитета от 27 февраля 1930 года Шепяковский сельский совет переименован в Комьянский; Колотиловский, Новоселковский, Огарковский, Рабоче-Крестьянский, Раменский и Сеньговский сельские Советы ликвидированы, но Новоселковский сельсовет существовал ещё длительный период.
В связи с ликвидацией Вологодского округа по постановлению Президиума ВЦИК от 23 июля 1930 года Грязовецкий район вошел в Северный край.
Постановлением ВЦИК от 20 июня 1932 года в связи с ликвидацией Вологодского района в состав Грязовецкого района переданы Беловский, Брюховский, Заболотский, Лихтошский, Марковский и Пухитский сельские Советы.
Постановлением президиума Северного краевого исполнительного комитета (КИК) от 15 марта 1934 года Зиновьевский сельсовет (центр деревня Кроплево) переименован в Шепяковский, а Зиновьевский (центр деревня Фроловская) — в Грязовецкий сельский Совет.

#### 1935—1959
Постановлением Президиума ВЦИК от 25 января 1935 года образован Лежский район, в который были переданы из Грязовецкого района территории Баклановского, Бакшинского, Ведерковского, Вохтогского, Герценского, Зыковского, Коптевского, Леждомского, Нехотовского, Орловского, Побережского и Слободского сельских Советов.
Постановлением Президиума Северного КИК от 3 февраля 1936 года образован Нефедовский сельский Совет.
Постановлениями ЦИК СССР и ВЦИК от 5 и 20 декабря 1936 года в связи с ликвидацией Северного края Грязовецкий район вошел в состав Северной области, а с образованием Вологодской области по постановлению ЦИК СССР от 23 сентября 1937 года был включен в её состав.
На 1 апреля 1941 года в Грязовецком районе были следующие сельские Советы: Брюховский, Грязовецкий, Жилинский, Заболотский, Заемский, Комьянский, Нефедовский, Новоселковский, Обнорский, Октябрьский, Первомайский, Перцевский, Пироговский, Пухитский, Ростиловский, Сидоровский, Степуринский, Шильмяшевский, Шепяковский.
В 1941 году из Междуреченского района передан Монзенский сельсовет, в 1951 году из Буйского района Костромской области — Демьяновский Лежскому району, а после упразднения Лежского района по указу Президиума Верховного Совета РСФСР от 28 октября 1959 года эти сельсоветы вошли в состав Грязовецкого района.
Указом Президиума Верховного Совета РСФСР от 18 июня 1954 года Брюховский и Пухитский сельсоветы объединены в один — Пухитский, Заемский и Сидоровский — в Заемский, Нефедовский и Первомайский — в Нефедовский, Перцевский и Пироговский -в Перцевский. После упразднения Лежского района Грязовецкому району также были переданы территории сельских Советов: Баклановского, Ведерковского, Вохтогского, Демьяновского, Зыковского, Коптевского, Леждомского, Лежского, Монзенского, Нехотовского, Рабоче-Крестьянского, Сидоровского.

#### 1959—1989
Решением Вологодского облисполкома от 10 декабря 1959 года Леждомский и Сидоровский объединены в Сидоровский сельский Совет (центр — село Сидорово).
Решением облисполкома от 11 февраля 1960 года поселок Вохтога был отнесен к категории рабочих поселков и организован Вохтогский поселковый Совет.
По решению Вологодского облисполкома от 29 февраля 1960 года объединены территории Заемского и Ростиловского сельсоветов в Заемский, Нефедовского и Октябрьского — в Нефедовский, Перцевского и Шепяковского — в Перцевский, Грязовецкого и Зыковского — в Грязовецкий (центр — Фрол), Баклановского и Коптевского — в Баклановский, Лежского и Рабоче-Крестьянского — в Лежский, Заболотского и Степуринского — в Заболотский сельские Советы.
Решением облисполкома от 7 апреля 1960 года Ведерковский и Нехотовский объединены в Ведерковский, территория Вохтогского сельского Совета передана Сидоровскому сельсовету.
Решением Вологодского облисполкома от 28 октября 1965 года посёлок Карица Тотемского района был образован самостоятельный сельский совет — Карицкий, который был исключён из состава Вернетолинского сельсовета и передан в подчинение Грязовецкому райисполкому.
Решением облисполкома от 24 февраля 1966 года Жилинский сельский Совет объединен с Шильмяшевским в Покровский сельсовет, разукрупнены сельсоветы: Лежский — на Лежский (центр станция Лежа) и Жерноковский (центр — деревня Якушкино) Сидоровский — на Сидоровский (центр село Сидорово) и Вохтожский сельский совет (центр — поселок Вохтога).
Решением Вологодского облисполкома от 17 августа 1979 года Монзенский сельсовет переименован в Каменский, а Карицкий — в Идский (центр — п. Ида).
Решением облисполкома от 3 октября 1979 года Заемский сельсовет переименован в Ростиловский, Баклановский — в Анохинский, Грязовецкий во Фроловский (центр — Фрол), Заболотский — в Юровский, Новоселковский — в Грязовецкий (центр — Грязовец), Нефедовский — в Плосковский, Пухитский — в Минькинский.
На 1 января 1989 года в Грязовецкий район входили территории следующих сельских Советов: Анохинского, Ведерковского, Вохтогского, Грязовецкого, Демьяновского, Жерноковского, Идского, Каменского, Комьянского, Лежского, Минькинского, Плосковского, Покровского, Ростиловского, Сидоровского, Фроловского, Юровского поселковых Советов.

## Муниципальные образования

Муниципальные образования с 2013 года

Муниципальный район, в рамках организации местного самоуправления, делится на 7 муниципальных образований нижнего уровня, в том числе 2 городских и 5 сельских поселений.
| Муниципальное образование              | Административный центр | Административно-территориальные единицы (состав по структуре ОКАТО) |
| -------------------------------------- | ---------------------- | ------------------------------------------------------------------- |
| Вохтожское муниципальное образование   | Вохтога                | Вохтогский, Каменский сельсоветы                                    |
| Грязовецкое муниципальное образование  | Грязовец               | город Грязовец, деревни Свистуново, Пирогово                        |
| Юровское муниципальное образование     | Юрово                  | Юровский, Минькинский, Покровский сельсоветы                        |
| Перцевское муниципальное образование   | Слобода                | Перцевский, Фроловский, Жерноковский сельсоветы                     |
| Ростиловское муниципальное образование | Ростилово              | Ростиловский, Плосковский сельсоветы                                |
| Комьянское муниципальное образование   | Хорошево               | Комьянский, Ведерковский сельсоветы                                 |
| Сидоровское муниципальное образование  | Сидорово               | Лежский, Анохинский, Сидоровский сельсоветы                         |

### История муниципального устройства

Муниципальные образования в 2006—2009 гг.

Первоначально к 1 января 2006 года на территории муниципального района было образовано 2 городских и 9 сельских поселений.
Одновременно 4 посёлка, составлявшие Идский сельсовет, были переданы в соседние муниципальные районы: Ида и Кордон образовали Идское сельское поселение Бабушкинского муниципального района, а Карица и Гремячий вошли в состав Толшменского сельского поселения Тотемского муниципального района.
| Муниципальное образование              | Административный центр | Административно-территориальные единицы (состав по структуре ОКАТО) |
| -------------------------------------- | ---------------------- | ------------------------------------------------------------------- |
| Вохтожское муниципальное образование   | Вохтога                | Вохтогский сельсовет                                                |
| Грязовецкое муниципальное образование  | Грязовец               | город Грязовец, деревни Свистуново, Пирогово                        |
| Лежское муниципальное образование      | Спасское               | Лежский, Анохинский сельсоветы                                      |
| Плосковское муниципальное образование  | Плоское                | Плосковский сельсовет                                               |
| Фроловское муниципальное образование   | Фрол                   | Фроловский, Жерноковский сельсоветы                                 |
| Юровское муниципальное образование     | Юрово                  | Юровский, Минькинский, Покровский сельсоветы                        |
| Перцевское муниципальное образование   | Слобода                | Перцевский сельсовет                                                |
| Ростиловское муниципальное образование | Ростилово              | Ростиловский сельсовет                                              |
| Комьянское муниципальное образование   | Хорошево               | Комьянский, Ведерковский сельсоветы                                 |
| Сидоровское муниципальное образование  | Сидорово               | Сидоровский сельсовет                                               |
| Каменское муниципальное образование    | Вострогский            | Каменский сельсовет                                                 |

Муниципальные образования в 2009—2013 гг.

Законом от 9 апреля 2009 года были упразднены сельские поселения: Плосковское (включено в Ростиловское); Фроловское (включено в Перцевское с центром в деревне Слобода); Лежское (включено в Сидоровское).
| Муниципальное образование              | Административный центр | Административно-территориальные единицы (состав по структуре ОКАТО) |
| -------------------------------------- | ---------------------- | ------------------------------------------------------------------- |
| Вохтожское муниципальное образование   | Вохтога                | Вохтогский сельсовет                                                |
| Грязовецкое муниципальное образование  | Грязовец               | город Грязовец, деревни Свистуново, Пирогово                        |
| Юровское муниципальное образование     | Юрово                  | Юровский, Минькинский, Покровский сельсоветы                        |
| Перцевское муниципальное образование   | Слобода                | Перцевский, Фроловский, Жерноковский сельсоветы                     |
| Ростиловское муниципальное образование | Ростилово              | Ростиловский, Плосковский сельсоветы                                |
| Комьянское муниципальное образование   | Хорошево               | Комьянский, Ведерковский сельсоветы                                 |
| Сидоровское муниципальное образование  | Сидорово               | Сидоровский, Лежский, Анохинский сельсоветы                         |
| Каменское муниципальное образование    | Вострогский            | Каменский сельсовет                                                 |

Законом от 7 марта 2013 года было упразднено Каменское сельское поселение (включено в Вохтожское).